# 龙门街道 (龙井市)
龙门街道，是中华人民共和国吉林省延边朝鲜族自治州龙井市下辖的一个乡镇级行政单位。2021年11月18日，调整龙门街道的管辖范围。调整后，龙门街道办事处东、南至安民街道，西至梨园街道，北至智新镇，辖区面积为3.003平方千米，辖原龙门街道的龙门、北新、前进、铁北4个社区。

## 行政区划
龙门街道下辖以下地区：
河西社区、龙池社区、维新社区、前进社区、北新社区、龙门社区和铁北社区。